# Winspace Orange Seal
Das Team Winspace Orange Seal ist ein Radsportteam im Frauenradsport aus Frankreich mit Sitz in Saintes.

## Organisation und Geschichte
Das Team wurde 2015 als Amateurteam gegründet. Ab 2019 war das Team als UCI Women’s Team lizenziert, seit 2021 als UCI Women’s Continental Team. Hauptsponsor war bis 2023 das Département Charente-Maritime, von 2021 bis 2023 gemeinsam mit dem Stade Rochelais.
Den ersten internationalen Sieg für das Team erzielte Gladys Verhulst-Wild in der Saison 2019 mit dem Gewinn des Eintagesrennens La Picto-Charentaise. 2022 wurde das Team zur Tour de France Femmes eingeladen und 2024 zur La Vuelta Femenina, jedoch konnten die Fahrerinnen keine vorderen Platzierungen einfahren. 
Seit der Saison 2024 ist der chinesische Fahrradhersteller Winspace neuer Hauptsponsor des Teams, gleichzeitig auch neuer Fahrradausrüster. Mit dem Sponsor kamen auch die ersten beiden chinesischen Fahrerinnen ins Team. 2025 gehörte die Mannschaft zu den ersten sieben Frauenteams, die eine Lizenz als UCI Women’s ProTeam erhielten. Dazu wurde der Hersteller von Zubehör für schlauchlose Reifen Orange Seal zweiter Titelsponsor des Teams.

## Mannschaft 2025
| Teamkader 2025          | Teamkader 2025    | Teamkader 2025 | Teamkader 2025                  |
| Name                    | Geburtsdatum      | Land           | Vorheriges Team                 |
| ----------------------- | ----------------- | -------------- | ------------------------------- |
| Marine Allione          | 7. April 2001     | Frankreich     | VC Morteau Montbenoit (2021)    |
| Camille Fahy            | 7. Juli 2003      | Frankreich     | St Michel-Mavic-Auber 93 (2024) |
| Jenaya Francis          | 8. September 2004 | Kanada         |                                 |
| Nadia Gontova           | 7. August 2000    | Kanada         | DNA Pro Cycling (2024)          |
| Marie-Morgane Le Deunff | 14. Mai 2002      | Frankreich     | Arkéa-B&B Hotels Women (2024)   |
| Kiara Lylyk             | 9. Juni 2004      | Kanada         |                                 |
| Fiona Mangan            | 16. Mai 1996      | Irland         | Cynisca Cycling (2024)          |
| Aurela Nerlo            | 11. Februar 1998  | Polen          | Massi Tactic (2023)             |
| Florence Normand        | 5. Januar 2002    | Kanada         | Baloise-WB Ladies (2024)        |
| Karolina Perekitko      | 1. Oktober 1998   | Polen          | Team Groupe Abadie (2023)       |
| Constance Valentin      | 19. März 1998     | Frankreich     | Sprinter Nice Métropole (2023)  |
| Luyao Zeng              | 30. März 1998     | China          |                                 |
|                         |                   |                |                                 |
| Quelle: ProCyclingStats |                   |                |                                 |

## Saisonerfolge als Continental Team
| Rennserie                 | 2019 | 2020 | 2021 | 2022 | 2023 | 2024 |
| ------------------------- | ---- | ---- | ---- | ---- | ---- | ---- |
| UCI Women’s WorldTour     | -    | -    | -    | -    | -    | -    |
| andere UCI-Rennen         | 1    | -    | -    | -    | 1    | -    |
| nationale Meisterschaften | -    | -    | 1    | 2    | 2    | -    |

## Platzierungen in der UCI-Weltrangliste
| UCI Ranking | UCI Ranking | UCI Ranking                        | UCI Ranking |
| Jahr        | Teamwertung | Einzelwertung                      |             |
| ----------- | ----------- | ---------------------------------- | ----------- |
| 2019        | 44.         | Gladys Verhulst-Wild (280. )       |             |
| 2020        | 37.         | Manon Souyris (311. )              |             |
| 2021        | 23.         | India Grangier (150. )             |             |
| 2022        | 36.         | Frances Janse van Rensburg (225. ) |             |
| 2023        | 35.         | Lotte Claes (172. )                |             |
| 2024        | 32.         | Karolina Perekitko (97. )          |             |
|             |             |                                    |             |
| Quelle: UCI |             |                                    |             |